# Jon Finch
Pour les articles homonymes, voir Finch.
Jon Finch, né le 2 mars 1941 à  Caterham et mort le 28 décembre 2012 à Hastings, est un acteur britannique.

## Biographie

### Une carrière prometteuse
Jon Finch est le fils d'un banquier d'affaires. Il interprète son premier rôle à l'école élémentaire à l'âge de 13 ans en jouant la femme d'un noble romain. Après avoir acquis de l'expérience en se produisant dans des troupes de théâtre amateur et après un court séjour avec un groupe de chant folklorique, il arrête subitement son service militaire à 18 ans alors qu'il servait dans un régiment de parachutistes. Ce n'est que plus tard, vers les années 1950 et 1960, qu'il s'investit sérieusement dans le théâtre classique en décrochant quelques rôles secondaires dans des pièces comme La Nuit de l'iguane ou Elle s'abaisse pour vaincre, et participe en tant que metteur en scène et assistant réalisateur à plusieurs productions cinématographiques de Hammer Film, telles que Les Passions des vampires et Les Horreurs de Frankenstein, deux films sortis en 1970.
À ce moment, Jon Finch ne se rend pas compte de la tournure que sa carrière cinématographique va prendre.

### L'heure de gloire
Sa carrière culmine au début des années 1970, en commençant avec un film de Roman Polanski, Macbeth, dans lequel il joue le rôle-titre ; puis il enchaîne avec le film noir de Alfred Hitchcock, Frenzy en 1972, dans lequel il incarne le principal suspect dans une affaire de crimes odieux, qui se passe à Londres. Il joue ensuite dans Les Décimales du futur en 1973, marquant son entrée dans le monde de la science-fiction et du cinéma d'aventure, mais c'est en 1978 qu'il obtient le rôle phare de James Ferguson dans le film de John Guillermin, Mort sur le Nil, d'après le roman policier de Agatha Christie.

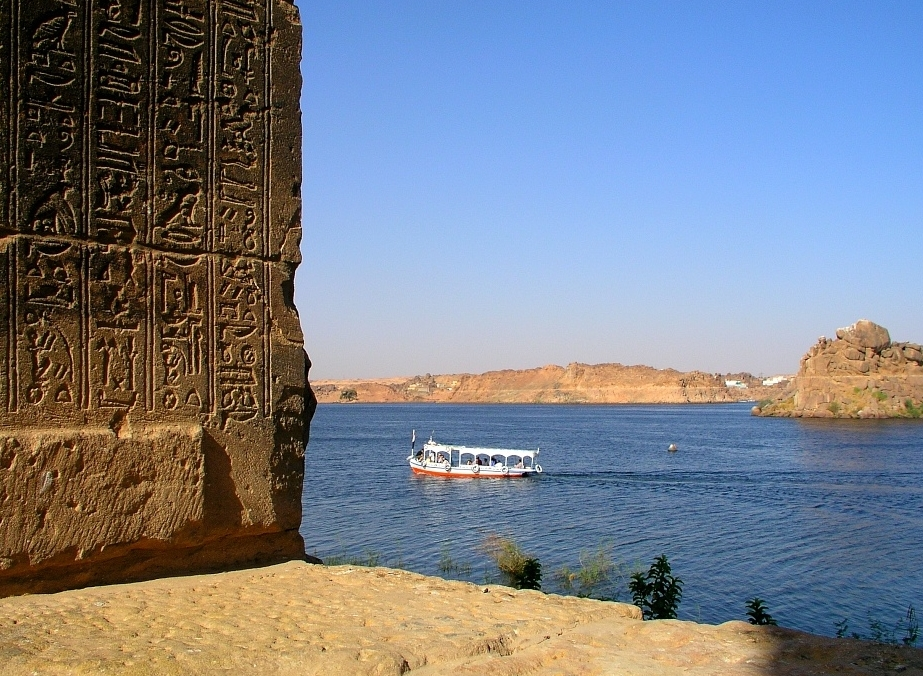
Le rôle de James Ferguson est celui qui l'a révélé en 1978 dans Mort sur le Nil.

 En 1979, Jon Finch aurait dû jouer le rôle de G.W. Kane dans Alien, le huitième passager mais a dû abandonner le premier jour du tournage en raison d'une grave crise de diabète.
Puis il a participé à de nombreuses pièces de Shakespeare qui ont été diffusés à la télévision, Richard II en 1978 et Beaucoup de bruit pour rien en 1984.

### Une vie bien remplie
Durant les années 1980, Jon Finch s'est fait plus discret, jouant surtout dans des films d'horreur. Il a affirmé dans une interview qu'il n'a jamais voulu être une grande vedette :
« Je fais habituellement un film par an, de sorte que j'ai toujours assez d'argent pour me faire plaisir et me tenir loin du regard du public. C'est une vie très agréable, mais pas une de mes grandes ambitions ».
Dans les années 2000, il est apparu dans quelques séries comme Commissaire Maigret ou bien dans des films comme Anazapta en 2001 ou encore Kingdom of Heaven en 2005.

## Filmographie
| - 1964 : Crossroads - Saison 1 - 1967 : The Fellows - Saison 1 - 1968 : ITV Playhouse - Saison 1 - 1968 : City 68 - Saison 1 - 1968 : Z Cars - Saison 6 - 1969 : BBC Play of the Month - Saison 4 - 1969 : Counterstrike - Saison 1 - 1970 : Les Passions des vampires (The Vampire Lovers) de Roy Ward Baker - 1970 : Les Horreurs de Frankenstein de Jimmy Sangster - 1971 : Un Dimanche comme les autres de John Schlesinger - 1971 : Macbeth de Roman Polanski - 1972 : Lady Caroline Lamb de Robert Bolt - 1972 : Frenzy d'Alfred Hitchcock - 1973 : Les Décimales du futur de Robert Fuest - 1975 : Diagnostic, meurtre de Sidney Hayers - 1975 : Ben Hall - Saison 1 - 1976 : El Segundo poder de José María Forqué - 1976 : Une femme fidèle de Roger Vadim - 1977 : Dossiers: Danger immédiat - Saison 1 - 1977 : Chapeau melon et bottes de cuir - Saison 2 - 1977 : Die Standarte de Ottokar Runze - 1977 : Curro Jiménez - Saison 2 - 1978 : Mort sur le Nil de John Guillermin - 1978 : Richard II de David Giles - 1979 : La Sabina de José Luis Borau - 1979 : Henri IV : Partie 1 de David Giles - 1979 : Henri IV : Partie 2 de David Giles - 1980 : Le Monde fantastique de Ray Bradbury - Saison 1 - 1980 : Hammer House of Horror - Saison 1 - 1980 : Breaking Glass de Brian Gibson | - 1980 : Gary Cooper, qui es aux cieux (Gary Cooper, que estás en los cielos) de Pilar Miró - 1981 : Peter and Paul de Robert Day - 1982 : Le Docteur Faustus (de) de Franz Seitz - 1982 : Giro City de Karl Francis - 1983 : Power Game de Fausto Canel - 1984 : Pop Pirates de Jack Grossman - 1984 : The Odd Job Man - Saison 1 - 1984 : Beaucoup de bruit pour rien (Much Ado About Nothing) de Stuart Burge - 1987 : Riviera de John Frankenheimer & Alan Smithee - 1987 : Die Stimme de Gustavo Graef-Marino - 1988 : Parasido de Colm Villa - 1988 : Plaza Real de Herbert Vesely - 1988 : Unexplained Laughter de Gareth Davies - 1988 : The Rainbow - Saison 1 - 1989 : La più bella del reame de Cesare Ferrario - 1989 : Streets of Yesterday de Yehuda Ne'eman - 1990 : The Bill - Saison 6 - 1991 : Merlin of the Crystal Cave de Michael Darlow - 1992 : Dangerous Curves - Saison 2 - 1993 : Commissaire Maigret - Saison 2 - 1994 : Sherlock Holmes (saison 1 : Les Mémoires de Sherlock Holmes) - 1994 : The Lurking Fear de C. Courtney Joyner - 1996 : Darklands de Julian Richards - 1996 : White Men are Cracking Up de Ngozi Onwurah - 1997 : Bloodlines : Legacy of a Lord de Brian Grant - 2001 : Anazapta de Alberto Sciamma - 2003 : Flics toujours - Saison 1 - 2005 : Kingdom of Heaven de Ridley Scott |